# Sister (2018)
Sister ist ein US-amerikanischer Stop-Motion animierter Kurzfilm aus dem Jahr 2018. Regie führte Siqi Song, der Film entstand als Abschlussprojekt im Rahmen ihres Studiums am California Institute of the Arts.

## Handlung
Ein Mann erinnert sich an seine Kindheit im China der 1990er Jahre zurück: Wie seine kleine Schwester geboren wurde und sie sich in den folgenden Jahren stritten und gemeinsam Dummheiten anstellten. Aber er hat gar keine Schwester. Als er vier Jahre alt war, wurde seine Mutter mit einem Mädchen schwanger, musste dieses jedoch aufgrund der Ein-Kind-Politik abtreiben lassen. Nun überlegt der Mann, wie sein Leben verlaufen wäre, wenn er eine Schwester gehabt hätte.

## Hintergrund
Die Regisseurin Siqi Song wuchs in China als zweites Kind eines Ehepaars mit einem älteren Bruder auf. Während der Hochzeit der chinesischen Ein-Kind-Politik stellte dies eine Besonderheit dar, oft wurde sie gefragt, wie es sich anfühlte, einen Bruder zu haben. Als zweitgeborenes Kind wurde Song sich der Außergewöhnlichkeit ihrer Existenz stark bewusst. In Sister versucht sie, dem speziellen Verhältnis zu ihrem Bruder auf den Grund zu gehen. Inspiriert wurde sie zudem von der Geschichte eines chinesischen Kommilitonen, Bingyang Liu, der im Film die Rolle des Sprechers übernimmt.
Die Handlung wird aus der Perspektive eines älteren Bruders geschildert. In einer Reihe von 3 Szenen, die sich linear in der Zeit bewegen, werden die Freuden, aber vor allem auch die Frustrationen, die es mit sich bringt, ein jüngeres Geschwisterkind zu haben, anhand alltäglicher Szenen aus dem Leben geschildert. Hierbei werden einfache, aber repräsentative Meilensteine der Geschwisterbeziehung dargestellt: das nervige, laute Baby, der Streit um die Fernbedienung, der Verlust eines Zahns – ihre Bedeutung wird jedoch durch mithilfe der Animation erzeugten surrealen Effekten verdeutlicht.

## Produktion und Veröffentlichung
Song drehte Sister als Abschlussfilmprojekt für ihr Studium. Die erste Idee zu dem Film kam ihr 2015, als China auf die Zwei-Kind-Politik umstellte, letztlich dauerte es jedoch drei Jahre, bis der Film vollendet war.
Für die schwarz-weiße Farbpalette ließ sich Song von chinesischen Tuschenzeichnungen inspirieren, die sie als Kind gerne studiert hatte. Gewissermaßen malte der Junge aus dem Film Tuschenzeichnungen, wenn er sich sein Leben mit einer kleinen Schwester ausmalte. Die Ästhetik des Films erinnerte Song an ihre eigene Kindheit und Familie. Als Material, aus denen die Puppen hergestellt wurden, entschied sie sich für schaumstoffummantelte Armaturen und fertigte die Haut und Kostüme der Figuren aus Filz.
Sister wurde am 15. Juni 2018 beim Festival d’Animation Annecy uraufgeführt und lief anschließend unter anderem auf dem HollyShorts Film Festival, dem Aspen Shortsfest, dem Austin Film Festival und dem Foyle Film Festival und gewann auf den Festival diverse Preise.
Zudem war der Film als Best Student Film bei den 46. Annie Awards sowie in der Kategorie Best Animation beim BAFTA Student Film Award nominiert. 2020 erhielt er zudem eine Nominierung als Bester animierter Kurzfilm bei der 92. Oscarverleihung.